# Microporella svalbardensis
Microporella svalbardensis är en mossdjursart som beskrevs av Kuklinski och Hayward 2004. Microporella svalbardensis ingår i släktet Microporella och familjen Microporellidae. Inga underarter finns listade i Catalogue of Life.